# Tetrastichus nartshukae
Tetrastichus nartshukae är en stekelart som beskrevs av Kostjukov 1976. Tetrastichus nartshukae ingår i släktet Tetrastichus och familjen finglanssteklar.
Artens utbredningsområde är Turkmenistan. Inga underarter finns listade i Catalogue of Life.